# 羅運松
羅運松，贵州務川人，清末政治人物，同進士出身。
光緒二十四年（1898年）戊戌科進士，三甲一百三名，同年五月，著交吏部掣签分发各省，以知县即用。后官河南知縣。